# HOUND -獣欲の買収者-
『HOUND -獣欲の買収者-』（はうんど じゅうよくのばいしゅうしゃ）は、2010年8月27日につるみくより発売された18禁のパソコンゲーム（アダルトゲーム）ソフトである。

## 解説
ヒロインたちを監禁し、自らの手ごまにすべく調教するアダルトゲーム。
過去に発売された『夢喰い』同様、断面図などをオフにすることも可能である。

## あらすじ
巳浦銀行のエリート社員・篠岡 幸人は上司の命を受け、巳浦銀行の得意先である老舗料亭の救済を命じられた。
篠岡は女を利用して、元同僚である城島博率いる敵対ファンドを出し抜くこうと動き出すのであった。

## 登場人物
篠岡 幸人（しのおか ゆきと）
主人公。巳浦銀行金融事業部部長。
女性を誑し込んで籠落し、徹底的に利用する事を得意としている。しかもとてつもない野心家であり、会社に対する忠誠心は薄い（と言うよりは殆ど無い）。
天王寺 雫（てんのうじ しずく）
声 - 椎名ヨオコ
天王寺龍重の娘。清楚な見た目をしているが、実際はかなりの体育会系かつ脳筋で腕っぷしも強く、怒れば並みのヤクザでは委縮する程の気迫を露わにする。
学校では剣道部に所属。
柴島 葉月（くにじま はづき）
声 - 野々村紗夜
幸人の同僚、窓口業務。幸人に好意をもっているが、それに気付いてもらえず友人に度々愚痴をこぼす（実際には既に幸人は気付いており、利用出来る時を窺い、敢えて気付かないふりをしている）。
桜川 霞（さくらがわ かすみ）
声 - ユリア
雫の親友で、雫とは対照的にショートカットが特徴。雫の家が暴力団だと知っても気にしない程度の度胸を持ちつつも、彼女に対しては複雑な思いを抱いている。
雫同様剣道部に所属しており、一見すると体育会系のようだが、投資家としても活動している。
梅田 操（うめだ みさお）
声 - このは
浪花テレビ経済部で働くジャーナリスト。不正事件の取材中、両親を暴力団員の報復で殺された事を機に、その犯人を探す目的も兼ねて金融業界に深く首を突っ込むようになり、周囲から心配されている。
オリヴィア＝ポートタウン
声 - 藤堂みさき
ケイン＝ポートタウンの娘で、幼い頃に実母を亡くしている。日本人である義母（父の再婚相手）の影響で日本かぶれである一方、英語は壊滅的。
中津 愛（なかつ あい）
声 - 花南
城島の秘書で、もともとは巳浦銀行の取引先の社員だったが、有能であった事から城島に見出されスカウトされた。付き合いの長い城島からは信頼されているが、彼のことを少々煙たがっている。
城島 博（じょうじま ひろし）
投資ファンド「ワールド・クリエイティブ・パートナーズ」代表。
金で他者を支配する事に愉悦を見出す性格。
幸人のかつての同僚でありライバル同士でもあったが、あるトラブルから会社を辞め、数年の放浪の後、現在の地位を得るに至る。
ケイン＝ポートタウン
「ワールド・クリエイティブ・パートナーズ」の取締役で、城島の右腕。オリヴィアが幼い時に妻を亡くし、日本人女性と再婚した。
高槻 正造（たかつき しょうぞう）
幸人の上司にあたる巳浦銀行の取締役。
天王寺 龍重（てんのうじ たつしげ）
天王寺組組長であると同時に雫の父親。天王寺組は老舗料亭『遊世閣』を経営するマルノウチの筆頭株主だが、近年力が衰えている。
自身は任侠を固く重んじる性格なのだが、それゆえに組の運営資金が乏しく、最近では病に伏せる事が多くなった。これが追い打ちとなり、組員が非合法手段で金を巻き上げる現状に加え、一人娘である雫と天王寺組の将来を憂いている。

## スタッフ
- 原画 - 桜島サロマ子
- シナリオ - チャック雅、まこっちゃ
- 作詞/作曲 - ikuya